# Andorra op de Europese kampioenschappen atletiek 2010
Andorra was vertegenwoordigd door zes atleten op de Europese kampioenschappen atletiek 2010

## Deelnemers
| Onderdeel          | Mannen                                                                                       | Vrouwen |
| ------------------ | -------------------------------------------------------------------------------------------- | ------- |
| 3000 meter steeple | Pep Sansa Bullich                                                                            |         |
| Marathon           | Antoni Bernadó Manuel Fernandes Pita Alan Manchado Vila Ivan Ramirez Bator Jordi Royo Lozano |         |

## Resultaten

### Mannen
| Atleet            | Event               | Reeksen   | Reeksen | Finale            | Finale            |
| Atleet            | Event               | Resultaat | Ranking | Resultaat         | Ranking           |
| ----------------- | ------------------- | --------- | ------- | ----------------- | ----------------- |
| Pep Sansa Bullich | 3000 m steeplechase | 9:24.39   | 23      | Niet doorgestoten | Niet doorgestoten |
| Antoni Bernadó    | Marathon            |           |         | 2:30:52           | 33                |
| Alan Manchado     | Marathon            |           |         | 3:12:40           | 45                |
| Iván Ramírez      | Marathon            |           |         | 2:51:42           | 43                |
| Jordi Royo        | Marathon            |           |         | Opgave            | Opgave            |

Albanië · Andorra · Armenië · Azerbeidzjan · België · Bosnië en Herzegovina · Bulgarije · Cyprus · Denemarken · Duitsland · Estland · Finland · Frankrijk · Georgië · Gibraltar · Griekenland · Groot-Brittannië · Hongarije · Ierland · IJsland · Israël · Italië · Kroatië · Letland · Liechtenstein · Litouwen · Luxemburg · Macedonië · Malta · Moldavië · Monaco · Montenegro · Nederland · Noorwegen · Oekraïne · Oostenrijk · Polen · Portugal · Roemenië · Rusland · San Marino · Servië · Slovenië · Slowakije · Spanje · Tsjechië · Turkije · Wit-Rusland · Zweden · Zwitserland